# Kurt Baluses
Kurt Baluses (Allenstein, 30 giugno 1914 – Ludwigsburg, 28 marzo 1972) è stato un allenatore di calcio e calciatore tedesco occidentale, di ruolo centrocampista.